# Hemibos
Hemibos es un ungulado par extinto, perteneciente a la familia Bovidae. Sus restos fósiles se encontraron en Asia y Europa, incluidos hallazgos de China, la península itálica, la península ibérica, el estado de Palestina, Israel, Pakistán e India.

## Descripción
Estos animales era un gran bóvido similar al búfalo asiático moderno (Bubalus bubalis), del que probablemente sea ancestral. Se caracterizó por huesos frontales alargados y no prominentes; Los núcleos óseos de los cuernos no tenían cuello en la base, y el ángulo entre los cuernos era variable, pero generalmente entre 85° y 110°. Además, la orientación de los cuernos fue variable según la especie: las especies H. triquetricornis, H. acuticornis y H. galerianus poseían cuernos dirigidos hacia atrás, hacia afuera y ligeramente hacia arriba, mientras que H. antelopinus y H. palaestinus poseían morfologías diferentes.Los dientes estaban hipsodontes, con un desarrollo creciente de cemento dental; Los molares superiores eran cuadrados.

## Clasificación
El género Hemibos fue descrito por primera vez en 1865 por Rütimeyer, basándose en fósiles encontrados en la India en suelos del Plio-Pleistoceno. El género incluye cinco especies; tres de ellos (H. acuticornis, H. triquetricornis y H. antelopinus) provienen de la formación Pinjor de los Siwaliks (Plio-Pleistoceno, subcontinente indio)uno (H. gracilis) se conoce de Gansu (China) en el Pleistoceno inferior, y otro (H. galerianus) es el más grande y reciente y proviene de Ponte Galeria y Ponte Milvio (Roma, Italia) y data del límite Pleistoceno Temprano/Pleistoceno Medio. En el Pleistoceno inferior de España se encontró una forma similar a H. gracilis. Otra especie atribuida a Hemibos es H. palaestinicus de Israel, pero la datación no es segura y un análisis morfológico indica que puede pertenecer al género Bison. La especie Probubalus occipitalis se considera idéntica a H. triquetricornis.